# 2011 في الأردن
فيما يلي قوائم الأحداث التي وقعت خلال عام 2011 في الأردن.

## سياسة

### انتهاء فترة المنصب
- 9 فبراير – سمير زيد الرفاعي رئيس وزراء الأردن.

## أفلام
من الأفلام التي صدرت هذه السنة في الأردن:
- 1 يناير – سمك فوق سطح البحر

## كتب
من الكتب التي صدرت هذه السنة في الأردن:
- 1 يناير – قناديل ملك الجليل من تأليف إبراهيم نصر الله.
- 22 فبراير – فرصتنا الأخيرة: السعي نحو السلام في وقت الخطر من تأليف عبد الله الثاني بن الحسين.

## وفيات

### أبريل
- 21 أبريل – أبو أنس (مواليد 1969)

### أكتوبر
- 23 أكتوبر – توفيق النمري (مواليد 1918) مغني أردني.